# لورنس تشيشولم يونغ
لورنس تشيشولم يونغ (بالإنجليزية: Laurence Chisholm Young)‏ هو رياضياتي أمريكي، ولد في 14 يوليو 1905 في غوتينغن في ألمانيا، وتوفي في 24 ديسمبر 2000 في ماديسون في الولايات المتحدة.